# Drosanthemum speciosum
Drosanthemum speciosum är en isörtsväxtart som först beskrevs av Adrian Hardy Haworth, och fick sitt nu gällande namn av Schwant. Drosanthemum speciosum ingår i släktet Drosanthemum och familjen isörtsväxter. Inga underarter finns listade i Catalogue of Life.

## Bildgalleri

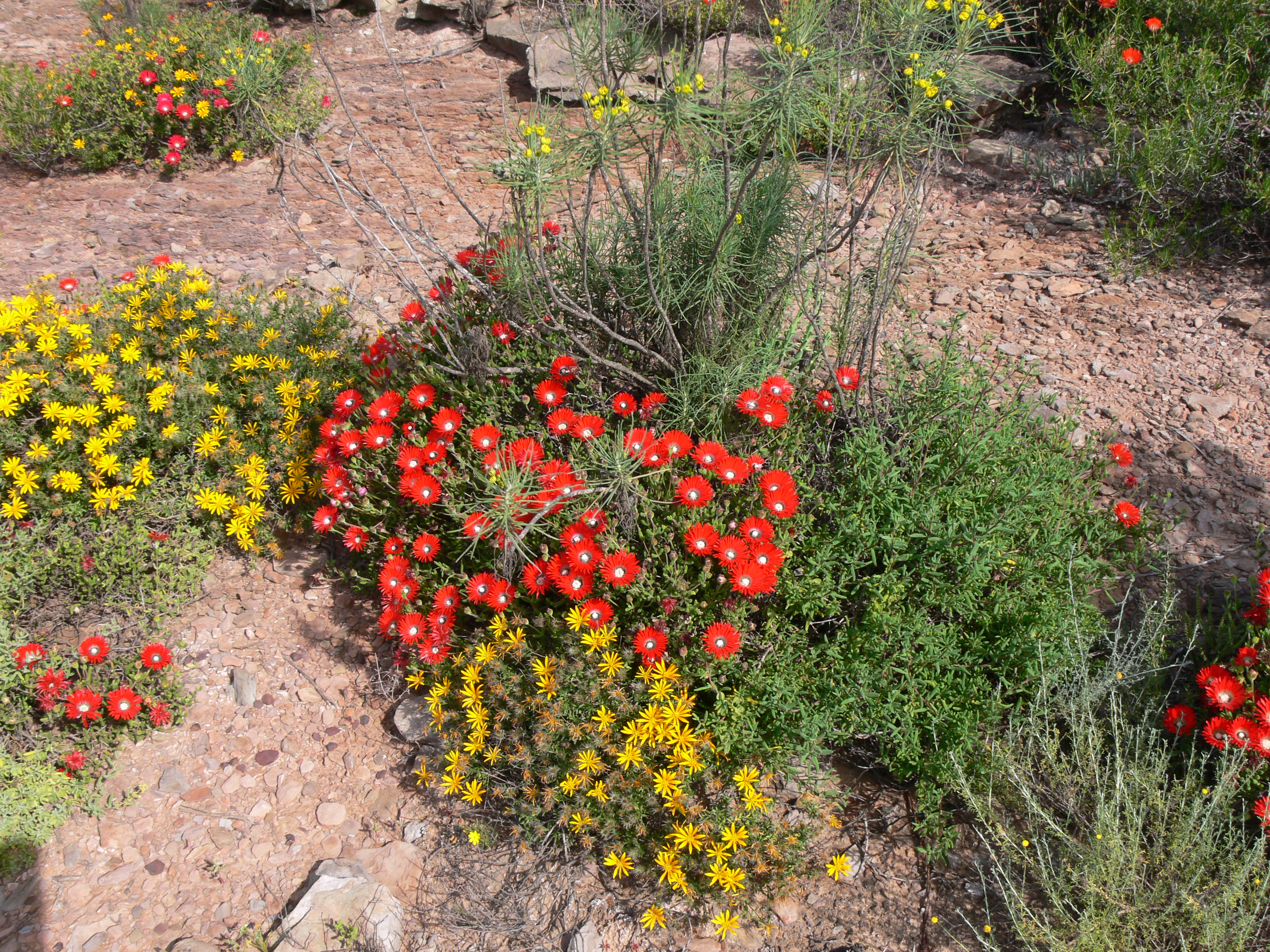
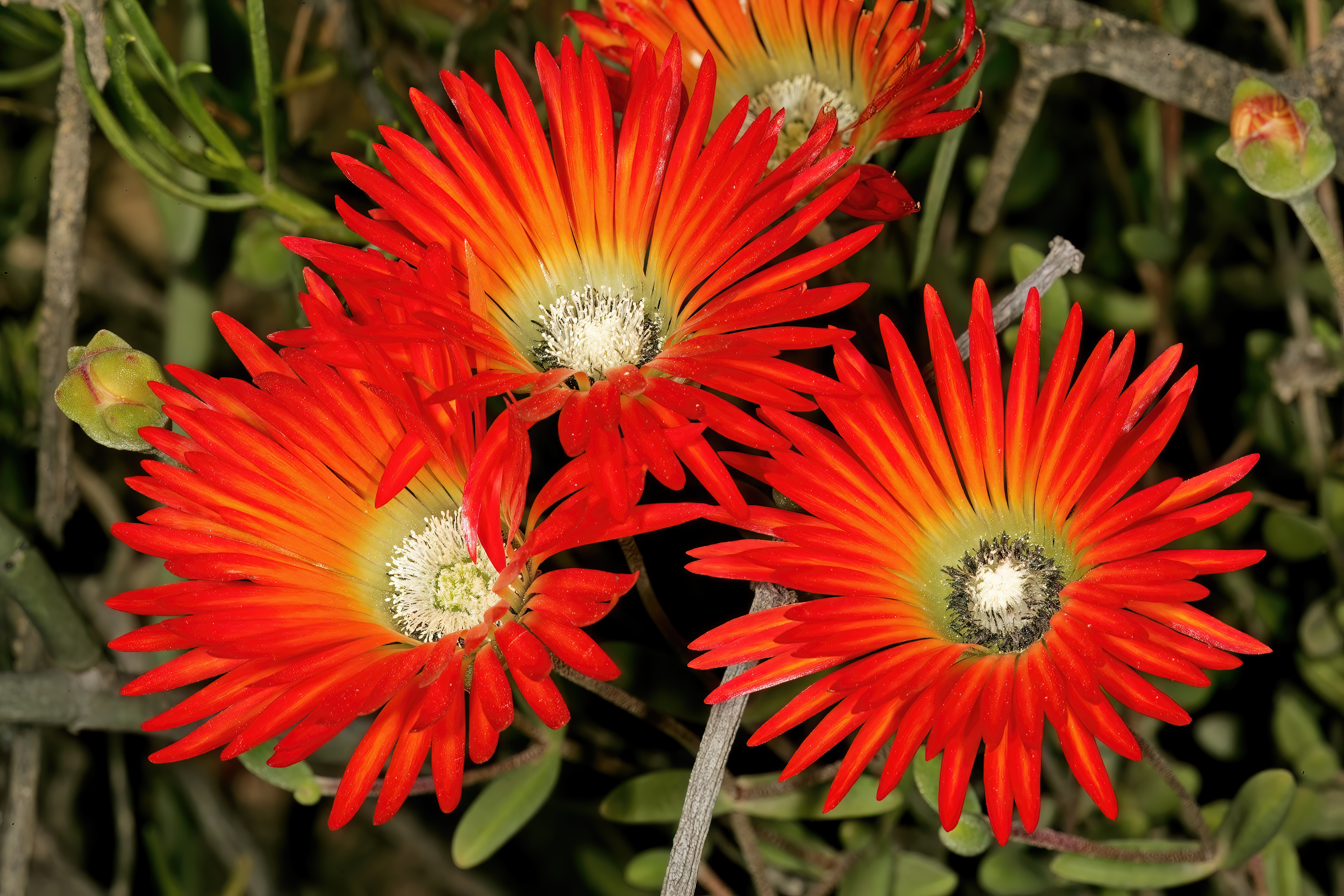
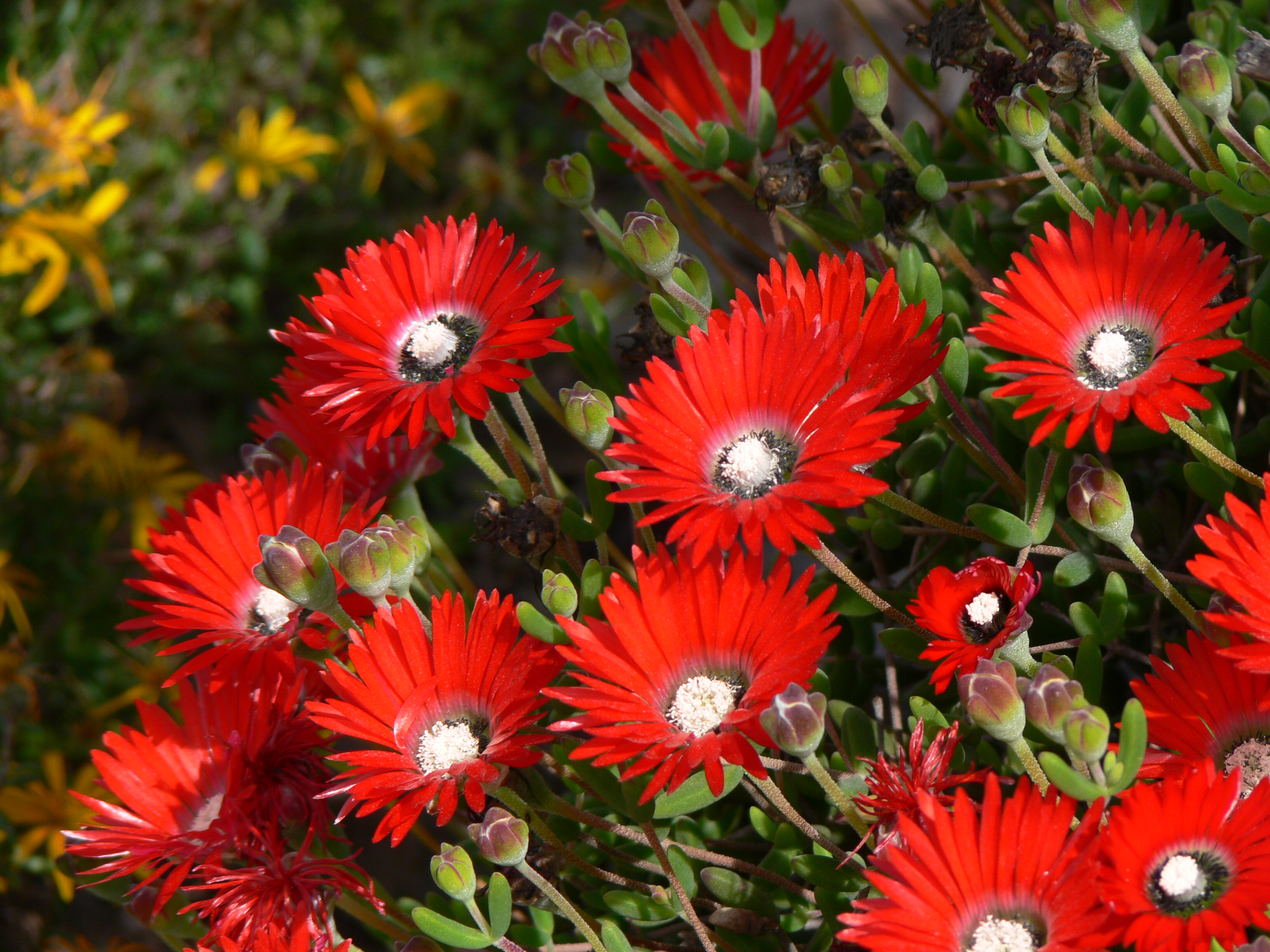
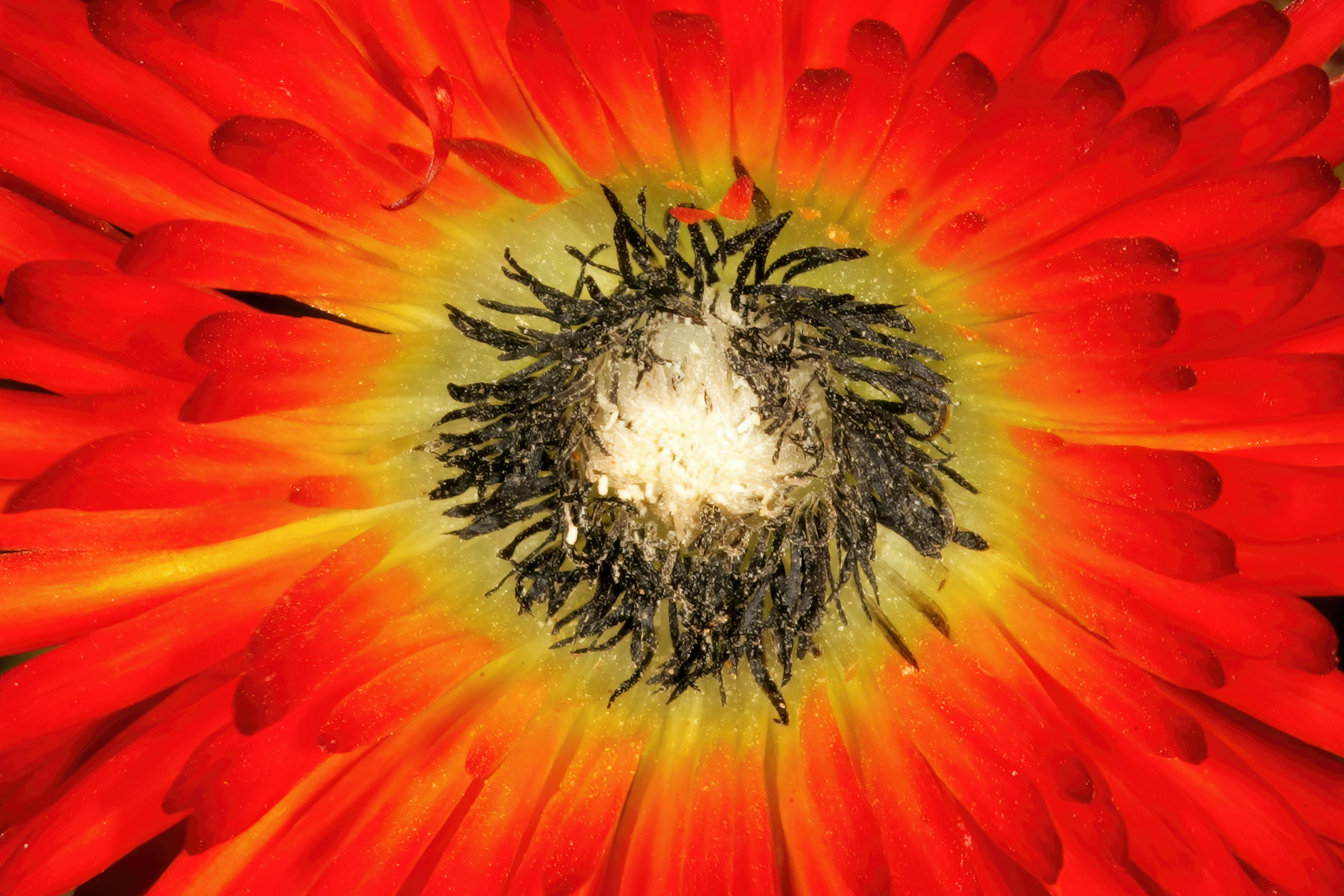
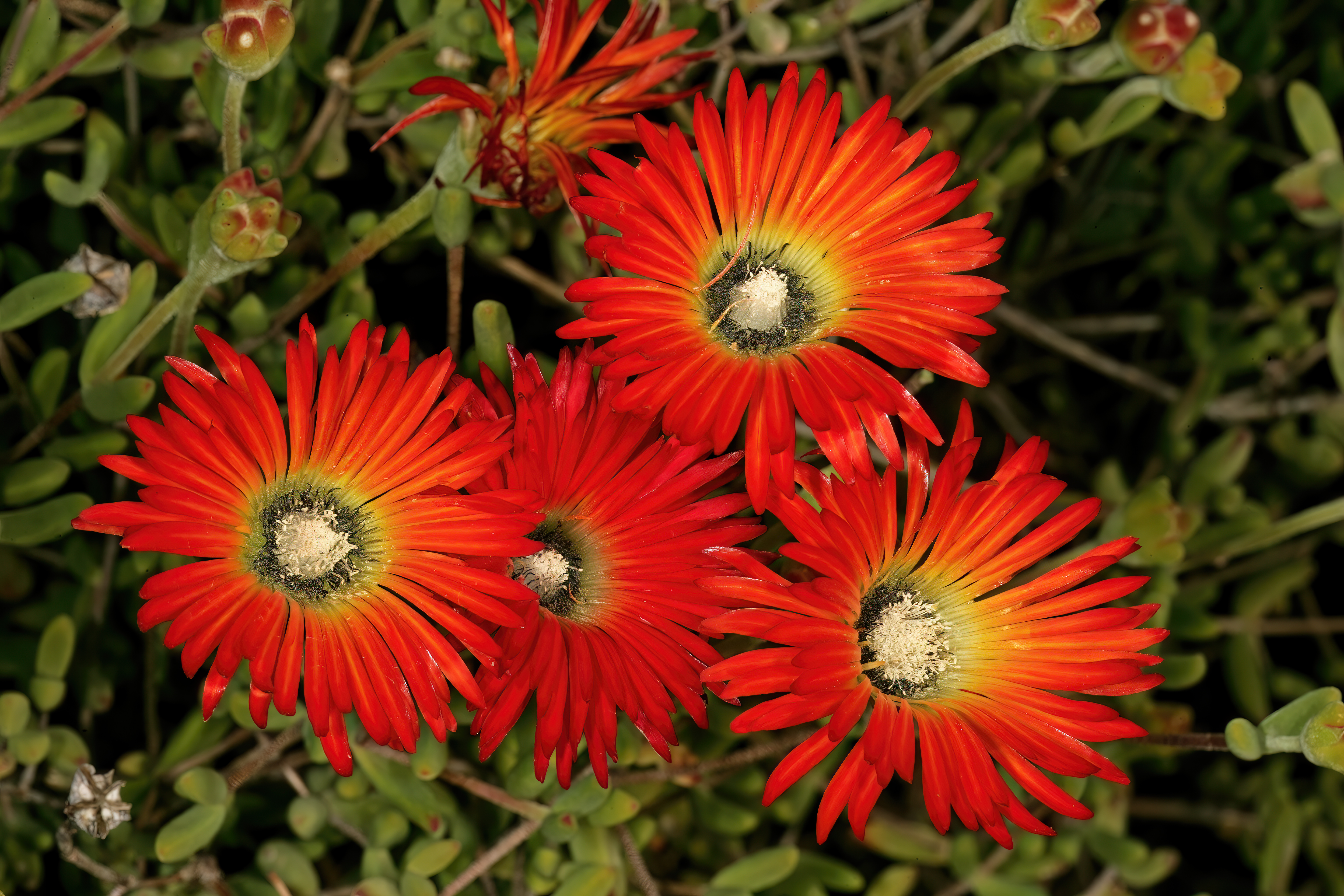
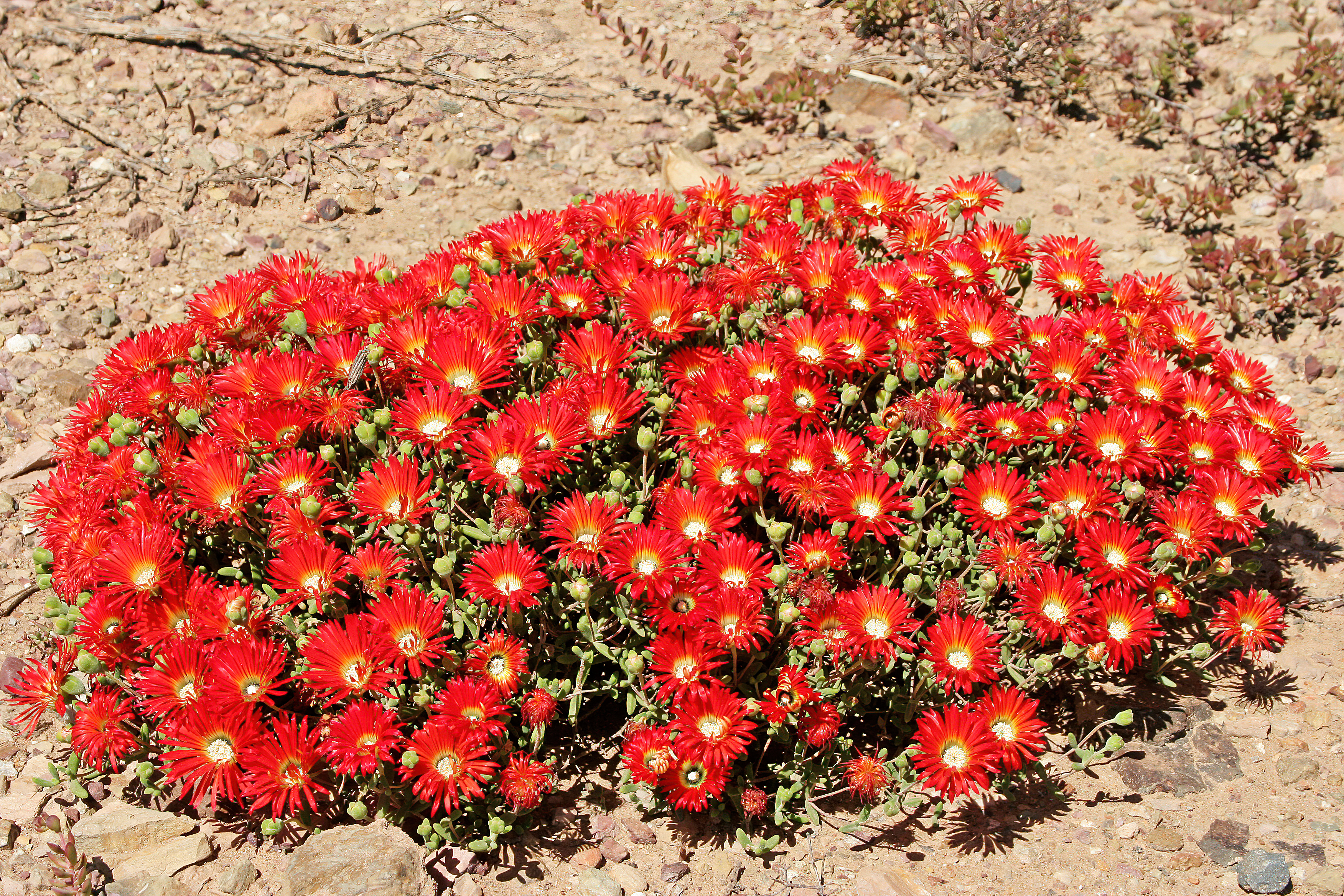
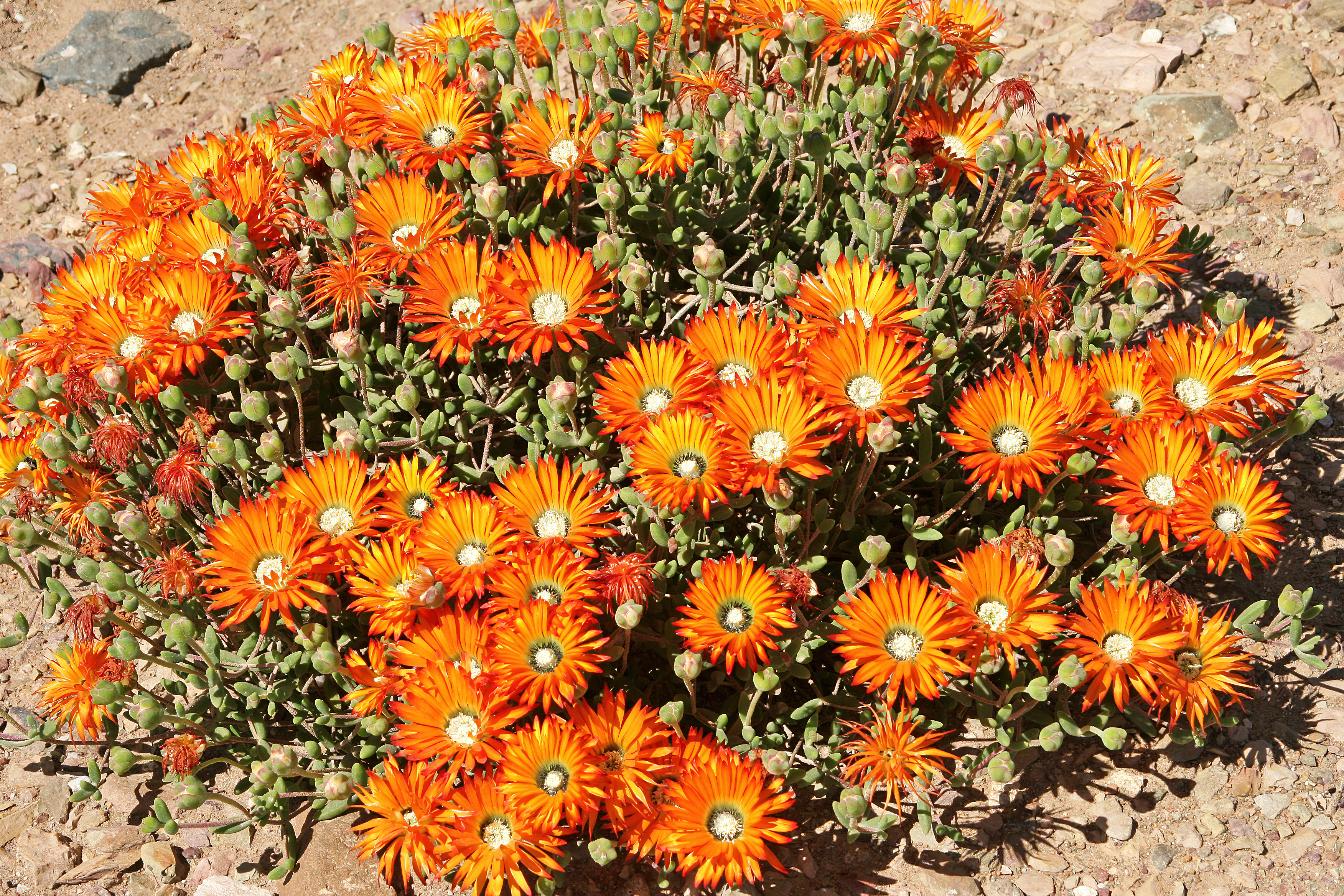